# Murgești
Murgești est une commune roumaine située dans le județ de Buzău.